# Ostrogašica
Ostrogašica je selo u Zagori, u općini Unešić. Smjestila se podno Midenog brda u zaleđu Šibensko-kninske županije. Župa je Mirlović Zagora. Upravno središte je Drniš, koji je udaljen 16 km, a Šibenik 23 km.
Klima je sredozemna s oštrim i hladnim zimama te vrućim i suhim ljetima.
U Domovinskom se ratu granatiralo s Midenog brda, ali je ono ujedno pružalo veliku zaštitu selu. Selo nikad nije bilo okupirano, a većina je mještana sudjelovala u Domovinskom ratu.
Ostrogašicu je tijekom 20. stoljeća napustio veći broj stanovnika. Danas selo prema popisu iz 2011. ima 47 stanovnika. Svi stanovnici su Hrvati katoličke vjere. Pretežito se bave uzgojem stoke i ratarstvom.
Selo ima 7 (sedam) naselja : Madžari, Matasi, Jamani, Marasi, Radani, Kosori, Kedžići.

## Stanovništvo
| broj stanovnika | 262   | 257   | 273   | 282   | 301   | 181   | 363   | 210   | 227   | 260   | 312   | 283   | 209   | 129   | 74    | 47    | 38    |
|                 | 1857. | 1869. | 1880. | 1890. | 1900. | 1910. | 1921. | 1931. | 1948. | 1953. | 1961. | 1971. | 1981. | 1991. | 2001. | 2011. | 2021. |